# Umeå (musikalbum av Lisa Miskovsky)
Umeå är Lisa Miskovskys femte studioalbum, som släpptes i Sverige under hösten 2013. Albumet innehåller låten Why Start a Fire som hon deltog med i Melodifestivalen 2012.

## Låtlista
1. Rain, Rain, Rain - 4:15
2. Wild Winds - 4:16
3. Slip Away - 4:30
4. Tougher Than Most- 4:29
5. Waiting for Our Time to Come - 4:14
6. Into the Light - 4:25
7. I Am I - 4:01
8. Why Start a Fire - 3:02
9. Coming On Strong - 4:03
10. Out of Air - 3:55
11. Little Islet Cape - 5:01

## Singlar
1. Why Start a Fire
2. Wild Winds
3. Coming on Strong

## Listplaceringar
| Lista (2013) | Topplacering |
| ------------ | ------------ |
| Sverige      | 7            |

### Fotnoter
1. ↑  ”Umeå”. Hitparad. http://hitparad.se/showitem.asp?interpret=Lisa+Miskovsky&titel=Ume%E5&cat=a. Läst 7 november 2013.